# うんちっち
『うんちっち』（原題：Caca boudin）はフランスの童話作家、ステファニー・ブレイク (作家)の絵本。
2002年にフランスの出版社・L'École des loisirsから刊行された。原題のCaca boudin（カカ・ブーダン）はカカ＝うんち、ブーダン＝黒いソーセージの意味で、子供が使う「なんだよ!」や「ちえっ!」といったニュアンスの言葉であるという。なお、邦題は翻訳者の伏見操の友人が赤ちゃんのおむつ替えをした際に発した言葉から取られている。

## アニメ
タイトルはおちゃめなシモン。

### 登場人物

#### メインキャラクター
シモン
本作の主人公であるウサギの少年。
ガスパール
シモンの弟であるウサギの少年。
お父さん
シモンとガスパールのお父さんであるウサギの男性。
お母さん
シモンとガスパールのお母さんであるウサギの女性。
ルー
学校でシモンと友達になったウサギの少女。
フェルディナン
学校でシモンと友達になったメガネをかけたウサギの少年。
シモンとガスパールの家の近所に住んでいる。
ママドゥ
学校でシモンと友達になったそばかすが特徴のウサギの少年。
おじいちゃん
シモンとガスパールの祖父であるウサギの男性。
おばあちゃん
シモンとガスパールの祖母であるウサギの女性。
バンジャマン
2020年度から登場。シモンとガスパールの従兄であるウサギの少年。
ソフィー
2020年度から登場。シモンの友人であるウサギの少女。

#### サブキャラクター
先生
シモンとその学校のお友達の担任の先生であるウサギの女性。
給食のおばさん
シモンの学校の給食を担当しているウサギの女性。
フェルディナンのお父さん
2020年度から登場。フェルディナンのお父さんであるウサギの男性。
フェルディナンのお母さん
2020年度から登場。フェルディナンのお母さんであるメガネをかけたウサギの女性。
ルーのお母さん
2020年度から登場。ルーのお母さんであるウサギの女性。

### 声優
- シモン - 河内奏人[4]
- ガスパール - 藤原夏海[4]
- アンドレ、おじいちゃん - 村田太志[4]
- エヴァ、おばあちゃん - 小清水亜美[4]
- ルー、テオドール - 高橋未奈美[4]
- フェルディナン、給食のおばさん - 金田アキ[4]
- パトリシア、ママドゥ - 高垣彩陽[4]
- インストラクター - 拝真之介[4]

### サブタイトル
2019年度
1. ぼく スーパーラビット!
2. トマトは なぜ赤い
3. はじめての学校
4. ぼく あきらめない!
5. プールはいやだ
6. ぼくチャンピオン!
7. はいしゃさん こわい!
8. 虫なんてこわくない
9. ひみつをまもれ!
10. はじめてのひこうき
11. ひっつき虫
12. 今日のパパは変なパパ
13. まいごの小鳥さん
14. きらきらクリスマス!
15. まねっ子うさぎ
16. ベビーシッターが来た!
17. ハッピーバースデー ママ!
18. リーダーは ぼくだ!
19. そり対決!
20. イヌとネコは仲が悪い?
21. たこ あがれ!
22. きえた車
23. 親友はどっち?
24. バンドを組もう!
25. ぼくは助手
26. 頭がかゆい!

2020年度
1. 大きいってつまらない
2. 友だちやめた!
3. はじめてのお泊まり
4. パパみたいにできる
5. ぼくの庭のドラゴン
6. 新しい友だち
7. ずるしちゃダメ
8. ぼくのいとこ
9. ドキドキ発表会
10. カニとり合戦
11. 大きい子と勝負だ!
12. まだ帰りたくない
13. ゆきだるま
14. ねむたくないもん
15. ちょっと待ってね
16. バスケットボールに挑戦
17. 暗くてもこわくない
18. さよならハンカチ
19. キャンプへ行こう
20. ヤドカリを助けよう
21. スーパーヒーロー参上!
22. ハムスターのアルベール
23. やくそくはやくそく
24. スーパーお兄ちゃん
25. 木の上のおうちでねむりたい
26. しくじり君はだれ?